# Legionella
Legionela es el nombre común del género Legionella, que agrupa bacterias Gram negativas con forma de bacilo. Viven en aguas estancadas con una amplia gama de temperatura, preferiblemente superior a 35 °C. Su crecimiento se ve favorecido por la presencia de materia orgánica. Poseen respiración aerobia y un flagelo para desplazarse. Dentro de este género existen 48 especies y un total de unos 78 serotipos. Algunas de las especies de legionela pueden infectar a humanos. La especie más importante en este aspecto es Legionella pneumophila por sus implicaciones médicas. La legionela puede multiplicarse dentro de amebas y su cocultivo es a veces el mejor método conocido para detectar su presencia infecciosa.
La infección por legionela se denomina legionelosis, que puede presentarse como una enfermedad febril, bien de carácter leve y sin focalización pulmonar denominada fiebre de Pontiac, o bien de carácter severo como una neumonía atípica denominada enfermedad del legionario. Puede llevar a complicaciones pulmonares y sus síntomas son: fatiga, dificultad para respirar y en ocasiones diarrea o dolores musculares. Muchos expuestos al germen, no se enferman. La mayor fuente de contagio es el sistema de aguas de grandes edificios, hoteles y hospitales, humidificadores, máquinas de rocío, espás y fuentes de agua termal. Los sistemas de aire acondicionado son también una fuente relevante de legionela.

## Diagnóstico
Para su identificación se requiere al análisis microbiológico mediante:
- Demostración de antígenos en orina.
- Hibridación con sondas moleculares específicas.
- Cultivo en medio selectivo (BCYE-alpha agar + antibióticos).

## Identificación
- Positivo en las pruebas de la catalasa y oxidasa.
- No crece en medios con sangre (Agar sangre o Agar chocolate).
- Coaglutinación con antisuero específico
- Habita en climas cálidos, normalmente superiores a 35 grados

## Legislación aplicable en España para su prevención y control
A pesar de que diferentes comunidades autónomas cuentan con legislación específica para ellas, la prevención y control de la enfermedad a nivel nacional está legislada por dos leyes principales:
- R.D. 487/2022, de 21 de junio, por el que se establecen los criterios higiénico-sanitarios para la prevención y control de la legionelosis.
- Nuevas guías técnicas (marzo de 2007): una ampliación en los protocolos de acción y en las instalaciones afectadas.
- REAL DECRETO 1027/2007, de 20 de julio, por el que se aprueba el Reglamento de Instalaciones Térmicas en los Edificios (RITE).
- REAL DECRETO 140/2003, de 7 de febrero, por el que se establecen los criterios sanitarios de calidad del agua de consumo humano. (BOE núm. 170, de 17 de marzo), modificado en parte por el RD 902/2018.
- REAL DECRETO 742/2013, de 27 de septiembre, por el que se establecen los criterios técnico-sanitarios de las piscinas.
- Norma UNE 100030:2017 IN Guía para la prevención y control de la proliferación y diseminación de legionela en instalaciones. Tal y como se establece en el artículo 6 del Real Decreto 865/2003 "Con carácter complementario se tendrá en cuenta lo establecido en la Norma UNE 100030 IN Guía para la prevención y control de la proliferación y diseminación de Legionella en instalaciones". Extracto norma UNE 100030:2005 IN. Esta norma UNE 100030 fue revisada y publicada en abril de 2017 añadiéndose algunos anexos y adicionando temas tan relevantes como los nuevos análisis rápidos de legionela.
- NTP 691: Legionelosis: revisión de las normas reglamentarias (I). Aspectos generales. Publicada por el Ministerio de trabajo y asuntos sociales de España, en la que se revisan de las normas legales y técnicas que han ido apareciendo durante estos años en España.  Actualiza junto con la NTP 692 la NTP 538.
- NTP 692: Legionelosis: revisión de las normas reglamentarias (II). Medidas específicas. Publicada por el Ministerio de trabajo y asuntos sociales de España, en la que se reflejan las condiciones específicas de mantenimiento de las instalaciones que con mayor frecuencia se han revelado como posibles focos de proliferación y dispersión de Legionela.

## Certificados empresas de control de Legionella
En España las empresas de control de Legionella deben contar el certificado de inscripción en la consejería de medio ambiente y con Certificados adicionales como:
- CEPA Certified®2